# Сиазань
Сиаза́нь (азерб. Siyəzən, татск. Siyəzən) — город в Азербайджане, административный центр Сиазаньского района. Расположен на приморской низменности.

## География
Город расположен на Самур-Девечинской низменности, на побережье Каспийского моря, в междуречье рек Гильгильчай и Атачай, в 18 км к юго-востоку от города Шабран.

## Название
До 1954 года Сиазань назывался Кызыл-Бурун.
Этимология слова «Сиазань» доподлинно неизвестна. По мнению некоторых исследователей, «Сиазань» на иранских языках означает «чёрная земля», другие исследователи считают, что название означает «чёрная вода» и связывают его с добычей здесь нефти с давних времён.

## История
Вблизи Сиазани у берега Каспийского моря расположены развалины средневекового поселения Кызыл-Бурун. Поселение детально не изучено. В ходе разведовательной археологической экспедиции в Кызыл-Буруне были обнаружены надгробные сундуки и глиняные изделия XI—XII веков.
До 1954 года Сиазань являлся посёлком и назывался Кызыл-Бурун. Данный посёлок был образован 24 мая 1941 года.
После упразднения в 1959 году Сиазаньского района город вошёл в состав Дивичинского района Азербайджанской ССР.
2 апреля 1992 году город стал административным центром вновь организованного Сиазаньского района.

## Население
По состоянию на 1975 год в Сиазани проживало 15 тысяч человек. По всесоюзной переписи населения 1989 года население города составляло 18 655 человек. К началу XXI века население города составляло 19,2 тысячи человек.
Перепись населения 2010 года выявила, что население города — 27 600 человек. Национальный состав города: азербайджанцы, таты, лезгины, русские. Население города за 20 лет выросло на 70 %, и в 2010 году составляло 27600 человек. По переписи 2012 года население города составило 28127 человек.

## Экономика
В Сиазани ведётся добыча нефти, в советские годы в городе действовал газоперерабатывающий и асфальтовый заводы. Развита рыбная промышленность.
Через Сиазань проходят автомобильная и железнодорожная магистрали республиканского значения; в непосредственной близости от города расположен Самур-Апшеронский канал.

## Образование
В Сиазани имеется 6 общеобразовательных школ.

## В культуре
Известен танец «Siyəzəni Rəqsi» (Танец Сиязани).